# Gars am Kamp
Gars am Kamp è un comune austriaco di 3 542 abitanti nel distretto di Horn, in Bassa Austria; ha lo status di comune mercato (Marktgemeinde).

## Storia
Nell'XI secolo risiedettero a Gars am Kamp Leopoldo II e Leopoldo III di Babenberg, margravi d'Austria.
Il 1º gennaio 1971 Gars am Kamp ha inglobato i comuni soppressi di Buchberg, Etzmannsdorf am Kamp, Kamegg, Kotzendorf, Maiersch, Nonndorf bei Gars, Tautendorf, Thunau am Kamp, Wolfshof e Zitternberg. Buchberg, Kamegg, Kotzendorf, Maiersch, Nonndorf bei Gars, Thunau am Kamp, Wolfshof e Zitternberg erano già aggregati a Gars am Kamp tra il 1º ottobre 1938 e il 10 ottobre 1945; nello stesso periodo Etzmannsdorf am Kamp era stato aggregato al comune di Rosenburg (in seguito a sua volta soppresso e aggregato al comune di Rosenburg-Mold). Etzmannsdorf am Kamp il 1º gennaio 1967 aveva inglobato il comune soppresso di Wanzenau (a sua volta già aggregato a Rosenburg tra il 1º ottobre 1938 e il 10 ottobre 1945).

## Amministrazione

### Gemellaggi
- Gars am Inn